# Arroyo Yucutujá Miní
Der Arroyo Yucutujá Miní ist ein Fluss im Norden Uruguays.
Er entspringt auf dem Gebiet des Departamento Artigas in der Cuchilla de Santa Rosa. Von dort fließt er nach Norden, unterquert die Ruta 30 und mündet flussabwärts von Paso Tira Ponchos und östlich der Stadt Tomás Gomensoro als linksseitiger Nebenfluss in den Arroyo Yucutujá.